# كارتر ماني
كارتر ماني (بالإنجليزية: Carter Manny)‏ هو مهندس معماري أمريكي، ولد في 16 نوفمبر 1918 في مقاطعة لابورت في الولايات المتحدة، وتوفي في 1 فبراير 2017 في سان رافاييل في الولايات المتحدة.